# Gatão
Gatão ist ein Ort und eine ehemalige Gemeinde im Norden Portugals

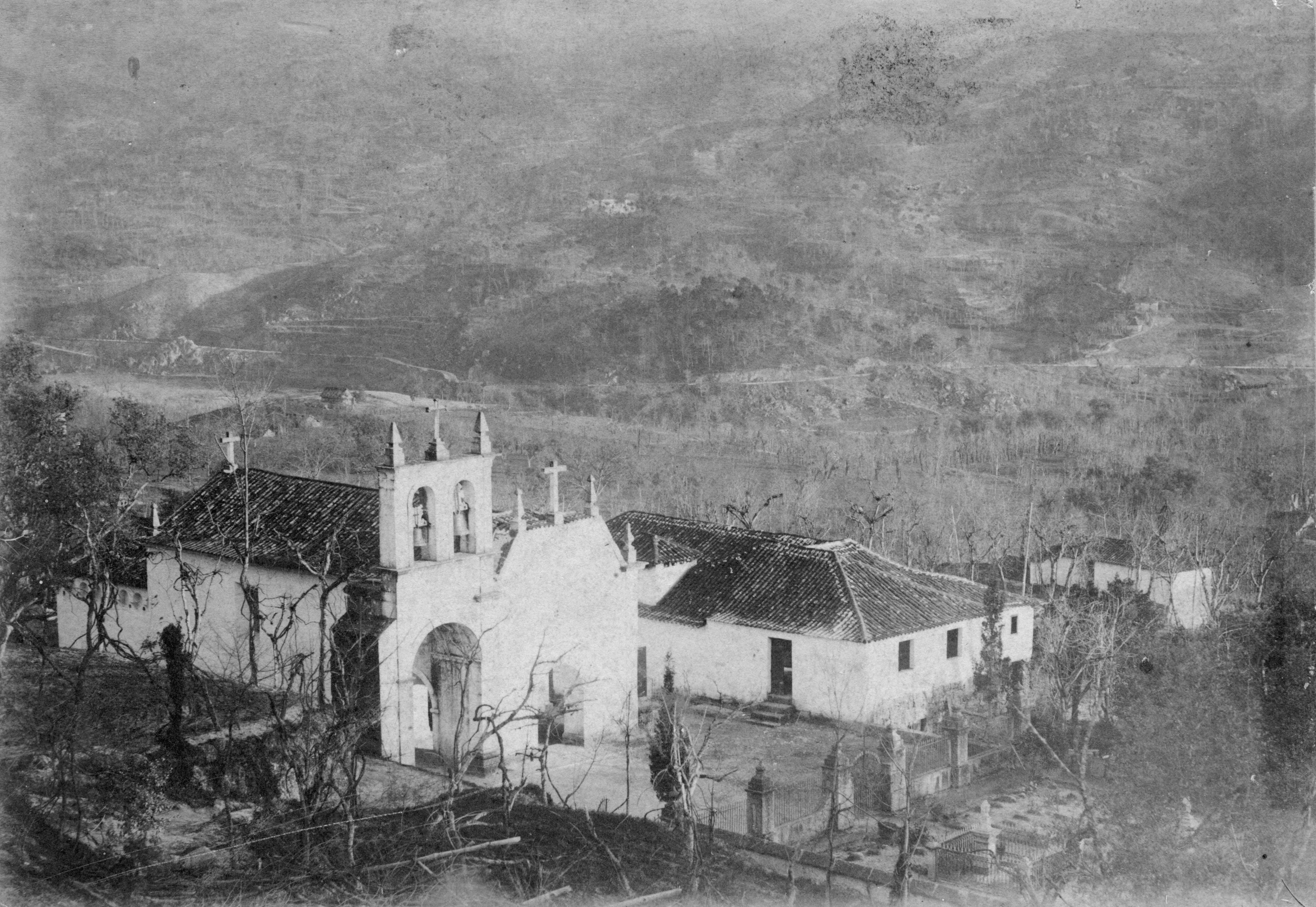
Fotografie der Kirche von Gatão (1892)

Gatão gehört zum Kreis Amarante im Distrikt Porto. Die Gemeinde hatte eine Fläche von 6 km² und hat 1587 Einwohner (Stand 30. Juni 2011).

Lage der ehemaligen Gemeinde im Kreis Amarante bis September 2013

Am 29. September 2013 wurden die Gemeinden Gatão, Madalena, Cepelos und Amarante (São Gonçalo) zur neuen Gemeinde União das Freguesias de Amarante (São Gonçalo), Madalena, Cepelos e Gatão zusammengefasst.
Der Ort Gatão ist Namensgeber für den gleichnamigen Wein, da ursprünglich die Trauben aus diesem Ort kamen.

## Sehenswürdigkeiten
- Igreja de São João Baptista (Amarante)
- Pelourinho de Santa Cruz de Ribatâmega
- Casa de Pascoaes
- Casa und Quinta da Tardinhade

## Töchter und Söhne der Stadt
- Teixeira de Pascoaes (1877–1952), portugiesischer Schriftsteller des Saudosismo